# Ернандо Товар
Ернандо Товар (ісп. Hernando Tovar, нар. 17 вересня 1937, Хірардот) — колумбійський футболіст, що грав на позиції півзахисника за «Індепендьєнте» (Санта-Фе), а також національну збірну Колумбії.

## Клубна кар'єра
У дорослому футболі дебютував 1956 року виступами за команду «Санта-Фе». У 1958 і 1960 роках допомагав команді здобувати титули чемпіона Колумбії.

## Виступи за збірну
1962 року отримав свій перший виклик до лав національної збірної Колумбії. Того ж року був у її складі на чемпіонаті світу в Чилі, де жодного разу на поле виходив, а його команда припинила боротьбу вже на груповій стадії.

## Титули і досягнення
- Чемпіон Колумбії (2):

«Індепендьєнте» (Санта-Фе): 1958, 1960